# Лавриненко, Игорь Владимирович
И́горь Влади́мирович Лаврине́нко (бел. Ігар Уладзіміравіч Лаўрыненка; 17 апреля 1961, Минск, Белорусская ССР, СССР — 14 мая 2021) — белорусский государственный и политический деятель, депутат Палаты представителей Национального собрания VII созыва.

## Биография
Родился 17 апреля 1961 года в Минске.
Окончил Костромское высшее военное командное училище химической защиты; Военную академию химической защиты имени Маршала Советского Союза С. К. Тимошенко; Военную академию Генерального штаба Вооруженных Сил Российской Федерации. Имеет звание генерал-майора.
Проходил военную службу на различных должностях в Вооруженных Силах СССР и Республики Беларусь, в том числе на должностях первого заместителя начальника Генерального штаба Вооруженных Сил Республики Беларусь (до 4 августа 2014 года), атташе по вопросам обороны при Посольстве Республики Беларусь в Российской Федерации.
С 1983 по 1985 год проходил военную службу на территории Республики Афганистан.
17 ноября 2019 года, на прошедших парламентских выборах, был избран депутатом Палаты представителей Национального собрания по Березинскому избирательному округу № 61 Минской области. По результатам голосования, за его кандидатуру были поданы 37 562 голосов (75,85 % от общего числа), при этом явка избирателей на округе составила 83,5 %.
С 6 декабря 2019 года по 14 мая 2021 года был депутатом Палаты представителей Национального собрания Республики Беларусь VII созыва, являлся заместителем председателя Постоянной комиссии по национальной безопасности. Отвечал за подготовку законопроекта «Об изменении Закона Республики Беларусь „О порядке и условиях направления граждан в лечебно-трудовые профилактории и условиях нахождения в них“».
Умер 14 мая 2021 года.

## Выборы
| Кандидат                    | Кандидат                      | Субъект выдвижения                | Голосов | %     |
| --------------------------- | ----------------------------- | --------------------------------- | ------- | ----- |
|                             | Лавриненко Игорь Владимирович | Беспартийный                      | 37 562  | 72,85 |
|                             | Монич Владимир Александрович  | Либерально-демократическая партия | 4 649   | 9,02  |
| Против всех                 | Против всех                   | Против всех                       | 7 848   |       |
| Недействительных бюллетеней | Недействительных бюллетеней   | Недействительных бюллетеней       | 1 503   |       |
| Всего                       | Всего                         | Всего                             | 61 748  | 100   |
| Явка избирателей            | Явка избирателей              | Явка избирателей                  | 51 562  | 83,5  |

## Награды
- Орден Красной Звезды,
- Орден «За службу Родине» III степени (2013)[7],
- Медаль «За безупречную службу» III степени,
- Медаль «За безупречную службу» II степени,
- Медаль «За безупречную службу» I степени,
- Почётная грамота Национального собрания Республики Беларусь.